# 梁郡之战
梁郡之战，北周大象二年（580年）八月，北周宇文泰外甥尉迟迥反抗左大丞相杨坚之战时，于仲文率军在梁郡击败尉迟迥部将檀让的作战。
580年六月，尉迟迥认为杨坚辅政对北周皇室不利，于是举兵反抗杨坚。东郡太守于仲文没有投降尉迟迥，尉迟迥派宇文胄于东郡之战击败于仲文。杨坚并没有问责于仲文，反而以于仲文担任河南道行軍总管，率兵八千，东讨尉迟迥部将檀让。七月，檀让率军攻克曹州（治所在左城县，今山东省曹县西北）、亳州（治所在小黄县，今安徽省亳州市），屯兵在梁郡（今河南省商丘市南）。八月中旬，于仲文东至汴州（治所在浚仪县，今河南省开封市西北）东倪坞，击败尉迟迥部将刘子昂、刘浴德。而后抵达梁孝王时所筑的三百里蓼堤（今河南省商丘市境内）。檀让部下数万，大大超越于仲文的属下。于仲文派老弱前去挑战，而后诈败。檀让军大意，被于仲文派精兵从左右两翼突击，大败。于仲文俘虏了五千余人，斩杀七百人，檀让率残兵退到成武。于仲文军再攻梁郡，梁郡守将刘子宽逃走，被于仲文擒获斩杀数千人。